# Chlorohydra
Chlorohydra är ett släkte av nässeldjur som beskrevs av Schulze 1914. Chlorohydra ingår i familjen Hydridae.
Släktet innehåller bara arten Chlorohydra viridissima.